# Christine Wurm
Christine Wurm (* 1939 in Darmstadt als Christine Staudigl) ist eine deutsche Fotografin.

## Leben und Werk
Christine Staudigl erlernte nach dem Besuch des Schuldorfes Bergstraße in Darmstadt den Beruf der Fotografin. Anschließend besuchte sie die private Fotoschule von Marta Hoepffner in Hofheim am Taunus, die sie mit hervorragenden Leistungen abschloss. 
In den Jahren 1962–64 porträtierte sie bekannte Personen der Literatur- und Kunstszene, vorzugsweise in deren angestammter Umgebung. Dazu bereiste sie u. a. Frankreich, Spanien und Italien, um Persönlichkeiten wie Picasso, Chagall, Dalí oder W.S. Maugham in Schwarzweiß abzulichten.
In Darmstadt konnte sie u. a. die Büchnerpreisträger der Jahre 1963 und 1964, H. M. Enzensberger und Ingeborg Bachmann, für Porträts gewinnen. 
Die hohe Qualität und gleichzeitige Intimität der Aufnahmen führten zu Veröffentlichungen in verschiedenen Fotografie- und Kunstzeitschriften; Ausstellungen der Fotografin sind aus dieser Zeit allerdings nicht bekannt.
Die Tätigkeit als Fotografin gab sie mit ihrer Heirat vollständig auf; nur im Jahr 1984 nahm Christine Wurm noch einmal die Kamera zur Hand, um den Künstler Joseph Beuys bei der Arbeit darzustellen.
Erst nach über 40 Jahren wurden durch das Kunstarchiv Darmstadt ihre als zeitlos einzuschätzenden Künstlerporträts wiederentdeckt und 2010 in einer Ausstellung der Öffentlichkeit präsentiert, die von der Künstlerin auch mit privaten Erinnerungsstücken und Arbeitsbelegen angereichert wurde.